# Vice News
Vice News est un site Internet couplé à une chaîne d'information mondiale qui diffuse des documentaires sur des sujets d'actualité. Elle a été fondée en décembre 2013 en tant que filiale de la société Vice Media. Vice News diffuse des articles et des reportages sur différents sujets, y compris des événements non couverts par d'autres sources d'information. Vice News et sa société mère sont basés à New York et disposent de bureaux nationaux dans plusieurs pays dont la France, le Royaume-Uni, l'Espagne et l'Italie.
D'après l'universitaire Rodney Benson, « derrière l’image tendance et alternative que cultive Vice News se cache un schéma commercial on ne peut plus capitaliste » qui pourrait menacer l'originalité du site « une fois l’élan expérimental initial rattrapé et domestiqué par les impératifs commerciaux ». Parmi ses investisseurs figurent la Fox (James Murdoch, fils de Rupert Murdoch, siège dans son conseil d’administration), Time Warner, Hearst, Disney, A&E Networks et d’autres sociétés.